# The Weary Kind
"The Weary Kind" é uma canção escrita por T-Bone Burnett e Ryan Bingham que faz parte da trilha sonora do filme Crazy Heart, dirigido por Scott Cooper e estrelado por Jeff Bridges e Maggie Gyllenhaal. Ganhou o Critics Choice Award de Melhor Canção, o Globo de Ouro e o Oscar de melhor canção original em 2010. 